# Amyema scandens
Espèce
Amyema scandens est une espèce de plantes à fleurs de la famille des Loranthaceae et du genre Amyema. C'est une plante parasite originaire de Nouvelle-Guinée, de Nouvelle-Calédonie et de Vanuatu.

## Description

### Aspect général
Cette espèce se présente comme une plante hémiparasite ligneuse qui se développe sur les tiges d'hôtes variés à l'aide de suçoirs,.

### Feuilles
Les feuilles sont mates des deux côtés et disposées en verticilles de 4 à 8.

### Fleurs
Les fleurs sont plus ou moins cylindriques de rose pâle à rouge vif, disposées en inflorescences selon des configurations variées.

### Fruits
Les fruits sont des drupes ellipsoïdes ou obovoïdes. Leur intérieur est gluant. Leurs graines sont dispersées par les oiseaux qui les consomment et dont les déjections se collent aux branches des arbres.

## Habitat
Cette espèce est présente en Nouvelle-Calédonie, en Nouvelle-Guinée et au Vanuatu.

## Taxonomie

### Liste des sous-espèces
Liste des sous-espèces selon GBIF (24 mai 2021) :
- Amyema scandens subsp. crassifolium Barlow
- Amyema scandens subsp. scandens

### Synonymes
Amyema scandens a pour synonymes :
- Amyema acutifolia (Tiegh.) Danser
- Amyema glaucescens Danser
- Amyema grandifolia (Tiegh.) Danser
- Amyema lanceolata (Tiegh.) Danser
- Amyema latifolia (Tiegh.) Danser
- Amyema lutea (Tiegh.) Danser
- Amyema neocaledonica (Schltr.) Danser
- Amyema pancheri (Tiegh.) Danser
- Amyema pustulata (S.Moore) Danser
- Amyema rotundifolia (Tiegh.) Danser
- Amyema rubra (Tiegh.) Danser
- Amyema schultzei (K.Krause) Danser
- Amyema verticillifolia (K.Krause) Danser
- Amyema vieillardii (Tiegh.) Danser
- Loranthus acutifolius (Tiegh.) Engl.
- Loranthus angustiflorus S.Moore
- Loranthus glaucescens S.Moore
- Loranthus grandifolius (Tiegh.) Engl.
- Loranthus lanceolatifolius Engl.
- Loranthus latifolius (Tiegh.) Engl.
- Loranthus luteus (Tiegh.) Engl.
- Loranthus neocaledonicus Schltr.
- Loranthus pancheri (Tiegh.) Engl.
- Loranthus pustulatus S.Moore
- Loranthus rotundifolius (Tiegh.) Engl.
- Loranthus ruber (Tiegh.) Engl.
- Loranthus scandens (Tiegh.) Engl.
- Loranthus schultzei K.Krause
- Loranthus verticillifolius K.Krause
- Loranthus vieillardii (Tiegh.) Engl.
- Neophylum acutifolium Tiegh.
- Neophylum beaudouinii Tiegh.
- Neophylum grandifolium Tiegh.
- Neophylum lanceolatum Tiegh.
- Neophylum latifolium Tiegh.
- Neophylum luteum Tiegh.
- Neophylum pancheri Tiegh.
- Neophylum rotundifolium Tiegh.
- Neophylum rubrum Tiegh.
- Neophylum scandens Tiegh.
- Neophylum vieillardii Tiegh.